# Foumban
Foumban o Fumban es una ciudad de Camerún, situada a 70 km al nordeste de Bafoussam. Es la capital del departamento de Noun, en la Región Occidental. Su población es de 83.522 hab. en 2005. Considerada por los cameruneses como la ciudad de las artes, es una población importante de la etnia bamoun que cuenta en ella con un museo cultural y de arte tradicional.
El museo de Foumban, cuenta la historia de una de las tribus más antigua de la África negra a través de más de tres mil objetos artísticos e históricos de la cultura bamoun, algunos de los cuales poseen una antigüedad de más de seis cientos años. Alrededor del museo, artesanos locales producen y venden un amplio repertorio de objetos artísticos que van desde reproducciones de los objetos históricos que se encuentran en el museo hasta creaciones modernas.
El palacio real de Foumban, residencia actual del rey de los bamouns, fue construido en 1917. El Museo del palacio cuenta la historia de la dinastía de los reyes bamoun desde 1394 hasta la actualidad, con la información sobre el más famoso de los reyes Bamoun, Ibrahima Njoya, muerto en 1933, creador a finales del siglo XIX de una escritura, una lengua secreta y una religión inspirada en la biblia y el corán.